# 希臘古猿屬
希臘古猿屬（Graecopithecus）是人科下的一個已經滅絕的属，希臘古猿屬生活在大约720万年前中新世晚期的欧洲东南部。1944年，有人在雅典发现的一颗带有臼齿的希臘古猿下颌骨，  2012年，保加利亚一個采石场又發現了希臘古猿的牙齿。由于已找到的希臘古猿的遺骸很少，所以人們對其了解有限。 